# Auto-Ordnance Thompson Modello 1911 A-1
La Auto-Ordnance Thompson Modello 1911 A-1 è una pistola semiautomatica americana.
La ditta Auto-Ordnance è l'azienda che produce il famoso Mitra Thompson sin dal 1927, ma produce anche una serie di pistole, che altro non sono che la Colt M1911 prodotta sotto licenza in molte varianti.

## Modelli
Il modello base è praticamente una Colt M1911, in acciaio lucido o brunito e impugnature in gomma, con sicure sull'impugnatura, sul carrello e su mezza monta e ritegno per carrello e serbatoio sul lato sinistro, con la variante deluxe con mire a tre punti invece che due.
Il "Duo Tone" è identico, se non per la doppia finitura, con il castello nichelato opaco e carrello brunito, il "General" è la versione compatta di 197 mm brunita, il "Competition" è leggermente più pesante e provvisto di compensatore amovibile in volata per tiro più preciso.
Il modello ZG-51 "Pitbull" del 1989 è la versione ulteriormente più accorciata rispetto al "General" cioè di 184 mm.